# Casas Blancas (Murcia)
Casas Blancas es un caserío perteneciente a la pedanía de Sucina en Murcia (Región de Murcia - España). Cuenta con una población de unos 80 habitantes y se encuentra a 35 km de Murcia.
Limita con:
- al norte: Sucina
- al oeste: el caserío de Cuevas de Marín
- al sudoeste: Jerónimo y Avileses
- al sudeste: la pedanía de El Mirador (San Javier)
- al sur: el municipio de San Javier

Los habitantes residen mayoritariamente en el núcleo de Casas Blancas. El resto se encuentra en pequeños caseríos situados al nordeste como Los Castillejos. En los últimos tiempos están surgiendo en su término pequeñas urbanizaciones residenciales.
Durante toda su existencia, pertenece a Sucina aunque diste 6 km de allí.

## Demografía
| 1950 | 2000 | 2001 | 2002 | 2003 | 2004 | 2005 | 2006 | 2007 |
| ---- | ---- | ---- | ---- | ---- | ---- | ---- | ---- | ---- |
| 549  | 64   | 63   | 53   | 52   | 51   | 45   | 62   | 63   |

## Rambla de Casas Blancas
En 2016, las ramblas desbordadas de La Maraña, Casas Blancas, La Sala y Cobatillas dirigieron con fuerza hacia los cascos urbanos de Los Alcázares y San Javier corrientes de agua y barro. Debido a la magnitud de la inundación tuvo que intervenir la Unidad Militar de Emergencias (UME).